# Konklawe 1740
Konklawe 18 lutego – 17 sierpnia 1740 – najdłuższe konklawe czasów nowożytnych (trwało pół roku). Zakończyło się wyborem papieża Benedykta XIV.

## Pontyfikat Klemensa XII
Papież Klemens XII zmarł 6 lutego 1740 roku. W chwili wyboru w 1730 miał on już 78 lat i nie cieszył się dobrym zdrowiem. Jego pontyfikat z założenia miał być zatem przejściowy, trwał jednak prawie dziesięć lat. Zły stan zdrowia papieża (m.in. dwa lata po wyborze stracił wzrok, przez ostatnie kilkanaście miesięcy życia leżał w łóżku) powodował, że faktyczną władzę w Kościele i na terytoriach papieskich sprawowała wąska grupa jego krewnych i współpracowników, zwł. bratanek papieża Neri Maria Corsini. Jednym z najważniejszych wydarzeń pontyfikatu Klemensa XII było potępienie masonerii.

## Lista uczestników konklawe
W chwili śmierci papieża było 68 kardynałów. W konklawe brało udział 55 (w tym 47 Włochów, 4 Francuzów, 3 Niemców i Hiszpan), jednak aż czterech z nich (Ottoboni, G.B. Altieri, Cenci i Porzia) zmarło w jego trakcie:
- - † Pietro Ottoboni (nominacja kardynalska 7 listopada 1689) – kardynał biskup Ostia e Velletri; komendatariusz kościoła prezbiterialnego S. Lorenzo in Damaso; dziekan Świętego Kolegium Kardynałów; wicekanclerz Świętego Kościoła Rzymskiego; sekretarz Świętej Kongregacji Rzymskiej i Powszechnej Inkwizycji; archiprezbiter bazyliki laterańskiej; protektor Francji (opuścił konklawe 25 lutego, zmarł 29 lutego)
- Tommaso Ruffo (17 maja 1706) – kardynał biskup Porto e Santa Rufina; subdziekan Świętego Kolegium Kardynałów
- Annibale Albani (23 grudnia 1711) – kardynał biskup Sabiny; komendatariusz kościoła prezbiterialnego S. Clemente; kamerling Świętego Kościoła Rzymskiego; archiprezbiter bazyliki watykańskiej; prefekt Fabryki Świętego Piotra; protektor Polski
- Ludovico Pico della Mirandola (18 maja 1712) – kardynał biskup Albano; prefekt Świętej Kongregacji ds. Odpustów i Świętych Relikwii; prefekt Świętej Kongregacji ds. Korekty Ksiąg Obrządków Wschodnich; archiprezbiter bazyliki liberiańskiej
- Pier Marcellino Corradini (18 maja 1712) – kardynał biskup Frascati
  - †Giovanni Battista Altieri (11 września 1724) – kardynał biskup Palestriny (zmarł 12 marca na konklawe)
- Armand Gaston Maximilien de Rohan de Soubise (18 maja 1712) – kardynał prezbiter SS. Trinita al Monte Pincio; protoprezbiter Świętego Kolegium Kardynałów; biskup Strasbourga
- Giulio Alberoni (12 lipca 1717) – kardynał prezbiter S. Crisogono
- Thomas-Philippe Wallard d’Hénin-Liétard (29 listopada 1719) – kardynał prezbiter S. Balbina; arcybiskup Mechelen
- Luis Antonio Belluga y Moncada CO (29 listopada 1719) – kardynał prezbiter S. Prassede; protektor Hiszpanii
- Vincenzo Petra (20 listopada 1724) – kardynał prezbiter S. Pietro in Vincoli; prefekt generalny Świętej Kongregacji Rozkrzewiania Wiary; penitencjariusz większy
- Niccolò Coscia (11 czerwca 1725) – kardynał prezbiter S. Maria in Domnica
- Angelo Maria Quirini OSBCas (9 grudnia 1726) – kardynał prezbiter S. Marco; arcybiskup Brescii; bibliotekarz Świętego Kościoła Rzymskiego; komendatariusz opactwa terytorialnego Vangadizza
- Nicolò Maria Lercari (9 grudnia 1726) – kardynał prezbiter Ss. Giovanni e Paolo
- Prospero Lorenzo Lambertini (9 grudnia 1726) – kardynał prezbiter S. Croce in Gerusalemme; arcybiskup Bolonii
- Francesco Antonio Finy (9 grudnia 1726) – kardynał prezbiter S. Maria in Trastevere
- Sigismund von Kollonitsch (26 listopada 1727) – kardynał prezbiter Ss. Pietro e Marcellino; arcybiskup Wiednia; protektor Austrii i Rzeszy Niemieckiej
- Philipp Ludwig von Sinzendorf (26 listopada 1727) – kardynał prezbiter S. Maria sopra Minerva; biskup Wrocławia
- Vincenzo Ludovico Gotti OP (30 kwietnia 1728) – kardynał prezbiter S. Sisto
- Pierluigi Carafa (20 września 1728) – kardynał prezbiter S. Prisca
  - † Leandro di Porzia OSBCas (30 kwietnia 1728) – kardynał prezbiter S. Callisto; prefekt Świętej Kongregacji Indeksu (opuścił konklawe 10 maja, zmarł 10 czerwca)
- Giuseppe Accoramboni (20 września 1728) – kardynał prezbiter S. Maria in Transpontina; arcybiskup Imoli
- Camillo Cibo (23 marca 1729) – kardynał prezbiter S. Maria del Popolo
- Francesco Scipione Maria Borghese (6 lipca 1729) – kardynał prezbiter S. Silvestro in Capite
- Carlo Vincenzo Maria Ferreri OP (6 lipca 1729) – kardynał prezbiter S. Maria in Via; biskup Vercelli
- Bartolomeo Massei (2 października 1730) – kardynał prezbiter S. Agostino; arcybiskup Ankony
- Vincenzo Bichi (24 września 1731) – kardynał prezbiter S. Lorenzo in Panisperna; kamerling Świętego Kolegium Kardynałów
- Giuseppe Firrao (24 września 1731) – kardynał prezbiter S. Tommaso in Parione; sekretarz stanu Stolicy Apostolskiej; prefekt Świętej Konsulty; prefekt Świętej Kongregacji ds. Awinionu; prefekt Świętej Kongregacji ds. Sanktuarium w Loreto; prefekt Świętej Kongregacji ds. Fermo; prefekt Świętej Kongregacji ds. Biskupów i Zakonników; prefekt Trybunału Apostolskiej Sygnatury Łaski
- Antonio Saverio Gentili (24 września 1731) – kardynał prezbiter S. Stefano al Monte Celio; prefekt Świętej Kongregacji Soboru Trydenckiego; prodatariusz Jego Świątobliwości
- Giovanni Antonio Guadagni OCD (24 września 1731) – kardynał prezbiter S. Martino ai Monti; wikariusz generalny diecezji rzymskiej; prefekt Świętej Kongregacji ds. Dyscypliny Zakonnej; prefekt Świętej Kongregacji ds. Rezydencji Biskupów
- Troiano Acquaviva d’Aragona (1 października 1732) – kardynał prezbiter S. Cecilia; arcybiskup Monreale; ambasador Hiszpanii oraz królestwa Neapolu wobec Stolicy Apostolskiej
- Domenico Riviera (2 marca 1733) – kardynał prezbiter Ss. Quirico e Giulitta; prefekt Świętej Kongregacji Dobrego Rządu; prefekt Świętej Kongregacji ds. Granic Państwa Kościelnego
- Marcello Passari (28 września 1733) – kardynał prezbiter S. Maria in Aracoeli; proaudytor Jego Świątobliwości
- Pompeo Aldrovandi (24 marca 1734) – kardynał prezbiter S. Eusebio; arcybiskup Montefiascone e Corneto
  - † Serafino Cenci (24 marca 1734) – kardynał prezbiter S. Agnese fuori le mura; arcybiskup Benewentu (zmarł 24 czerwca na konklawe)
- Giuseppe Spinelli (17 stycznia 1735) – kardynał prezbiter S. Pudenziana; arcybiskup Neapolu
- Henri-Osvald de la Tour d’Auvergne de Bouillon (20 grudnia 1737) – kardynał prezbiter bez tytułu; arcybiskup Vienne; komendatariusz opactwa terytorialnego Cluny
- Joseph Dominicus von Lamberg (20 grudnia 1737) – kardynał prezbiter bez tytułu; biskup Pasawy
- Raniero d’Elci (20 grudnia 1737) – kardynał prezbiter S. Sabina; arcybiskup Ferrary
- Domenico Passionei (23 czerwca 1738) – kardynał prezbiter S. Bernardo alla Terme; sekretarz ds. Brewe Apostolskich; komendatariusz opactwa terytorialnego Farfa
- Silvio Valenti Gonzaga (19 grudnia 1738) – kardynał prezbiter bez tytułu; archimandryta Messyny; legat apostolski w Bolonii
- Gaetano Stampa (23 lutego 1739) – kardynał prezbiter bez tytułu; arcybiskup Mediolanu
- Pierre Guérin de Tencin (23 lutego 1739) – kardynał prezbiter Ss. Nereo ed Achilleo; arcybiskup Embrun; ambasador Francji wobec Stolicy Apostolskiej
- Carlo Maria Marini (29 maja 1715) – kardynał diakon S. Agata in Suburra; legat apostolski w Romanii; prefekt Świętej Kongregacji ds. Obrzędów
- Alessandro Albani OSIoHieros (16 lipca 1721) – kardynał diakon S. Maria in Cosmedin; protektor królestwa Sardynii; prefekt Świętej Kongregacji ds. Wód, Bagien Pontyjskich i Doliny Chiana; komendatariusz opactw terytorialnych Nonantola i Staffarda
- Nicolò del Giudice (11 czerwca 1725) – kardynał diakon S. Maria ad Martyres
- Neri Maria Corsini (14 sierpnia 1730) – kardynał diakon S. Eustachio; sekretarz ds. Memoriałów; prefekt Trybunału Apostolskiej Sygnatury Sprawiedliwości; protektor Portugalii
- Bartolomeo Ruspoli (2 października 1730) – kardynał diakon Ss. Cosma e Damiano; wielki przeor zakonu joannitów w Rzymie
- Agapito Mosca (1 października 1732) – kardynał diakon S. Giorgio in Velabro; legat apostolski w Ferrarze
- Giovanni Battista Spinola (28 września 1733) – kardynał diakon S. Cesareo in Palatio; komendatariusz opactw terytorialnych Subiaco i S. Genesio w Brescello
- Giacomo Lanfredini (24 marca 1734) – kardynał diakon S. Maria in Portico; prefekt Świętej Kongregacji ds. Kościelnych Immunitetów; biskup Osimo e Cingoli
- Carlo Rezzonico (20 grudnia 1737) – kardynał diakon S. Nicola in Carcere Tulliano; prefekt ds. ekonomicznych Świętej Kongregacji Rozkrzewiania Wiary
- Marcellino Corio (15 lipca 1739) – kardynał diakon S. Adriano
- Prospero Colonna (30 września 1739) – kardynał diakon S. Angelo in Pescheria
- Carlo Maria Sacripante (30 września 1739) – kardynał diakon S. Maria in Aquiro

Jeden elektor (Ottoboni) został mianowany jeszcze przez Aleksandra VIII, dziewięciu przez Klemensa XI, jeden (Alessandro Albani) przez Innocentego XIII, szesnastu przez Benedykta XIII, a dwudziestu siedmiu przez Klemensa XII.

### Nieobecni
Trzynastu kardynałów (w tym jeden Polak) nie uczestniczyło w konklawe:
- Nuno de Cunha da Ataíde (18 maja 1712) – kardynał prezbiter S. Anastasia; inkwizytor generalny Portugalii
- Melchior de Polignac (18 maja 1712) – kardynał prezbiter S. Maria degli Angeli; arcybiskup Auch; komendatariusz opactwa terytorialnego Saint-Pierre-de-Corbie
- Benedetto Erba Odescalchi (30 stycznia 1713) – kardynał prezbiter Ss. XII Apostoli
- Damian Hugo Philipp von Schönborn (30 stycznia 1713) – kardynał prezbiter S. Pancrazio; biskup Spiry i Konstancji
- Léon Potier de Gesvres (29 listopada 1719) – kardynał prezbiter bez tytułu
- André-Hercule de Fleury (11 września 1726) – kardynał prezbiter bez tytułu; pierwszy minister króla Francji i generalny superintendent Poczty
- João da Mota e Silva (26 listopada 1727) – kardynał prezbiter bez tytułu; pierwszy sekretarz stanu Królestwa Portugalii
- Pietro Maria Pieri OSM (24 marca 1734) – kardynał prezbiter S. Giovanni a Porta Latina
- Tomás de Almeida (20 grudnia 1737) – kardynał prezbiter bez tytułu; patriarcha Lizbony Okcydentalnej[1]
- Gaspar de Molina y Oviedo OESA (20 grudnia 1737) – kardynał prezbiter bez tytułu; biskup Malagi; przewodniczący Rady Kastylii
- Jan Aleksander Lipski (20 grudnia 1737) – kardynał prezbiter bez tytułu; biskup Krakowa
- Lorenzo Altieri (13 listopada 1690) – kardynał diakon S. Maria in Via Lata; protodiakon Świętego Kolegium Kardynałów; komendatariusz opactwa terytorialnego Tre Fontane
- Luis Antonio Jaime de Borbón y Farnesio (19 grudnia 1735) – kardynał diakon S. Maria della Scala; administrator archidiecezji Toledo

Pięciu mianował Klemens XII, dwóch Benedykt XIII, pięciu Klemens XI, a jednego jeszcze Aleksander VIII.

## Frakcje w Kolegium Kardynalskim
Kolegium Kardynalskie podzieliło się na dwa duże bloki:
- frakcja kardynała Neri Corsiniego, bratanka Klemensa XII, grupująca nominatów jego wuja: Massei, Bichi, Cenci, Gentili, Riviera, Passeri, Aldrovandi, d’Elci, Rezzonico, Passionei, Valenti Gonzaga, Sacripante, Ruspoli, Mosca, Spinola, Corio, Colonna, Firrao, Guadagni, Lanfredini, Stampa, Spinelli
- frakcja kamerlinga Annibale Albaniego, bratanka papieża Klemensa XI, grupująca włoskich kardynałów mianowanych przez poprzedników Klemensa XII: Ruffo, Giovanni Battista Altieri, Pico della Mirandola, Corradini, Alberoni, Petra, Quirini, Finy, Lambertini, Lercari, Carafa, Gotti, Porzia, Accoramboni, Cibo, Borghese, Ferreri, Marini, Alessandro Albani, Coscia

Ponadto swoich reprezentantów na konklawe miały mocarstwa katolickie. Austrię reprezentowali kardynałowie Giudice, d’Alsace, Lamberg, Kollonitsch i Sinzendorf; Francję – Tencin, Rohan, Ottoboni i de la Tour, a Hiszpanię Acquaviva i Belluga y Moncada. Austria i Francja utworzyły wspólny blok z Corsinim, a Hiszpania przyłączyła się do frakcji Albaniego.
Obydwa bloki nie były jednak w pełni spójne. Nie wszyscy nominaci Klemensa XII byli w pełni lojalni wobec kardynała Corsiniego i, jak się później okazało, część z nich głosowała później przeciwko jego kandydatom. Z kolei partia Albaniego ze swej natury już była niejednolita, gdyż tworzyli ją kardynałowie mianowani przez trzech różnych papieży (Klemensa XI, Benedykta XIII i Innocentego XIII).

## Kandydaci do tiary
Wielu kardynałów było uważanych za papabile. Jako kandydatów na nowego papieża najczęściej wymieniano nazwiska kardynałów Aldrovandiego, Corradiniego, Gottiego, Lambertiniego, Firrao, Lercariego i Pico della Mirandola. Za głównego faworyta uważano jednak kardynała Tommaso Ruffo, którego popierało stronnictwo kardynała Albaniego, Hiszpania i Francja, a nawet lider frakcji austriackiej, kardynał Giudice, mimo że Wiedeń był generalnie przeciwny ewentualnemu papieżowi z Neapolu. Jedynym poważnym oponentem Ruffo był kardynał Corsini.

## Przebieg konklawe
Konklawe rozpoczęło się 18 lutego z udziałem 32 purpuratów. 22 lutego przybył kardynał Carafa, 25 lutego dotarł Giudice, ale tego samego dnia chory Ottoboni opuścił konklawe i zmarł cztery dni później. 27 lutego przybył Accoramboni, 28 lutego Massei i Passeri, ustalając liczbę elektorów w dniu 1 marca na 36. 5 marca dotarł Lambertini, a 6 marca Spinola, ale 8 marca chory Belluga y Moncada opuścił obrady. 13 marca zmarł kardynał Giovanni Battista Altieri. 15 marca przybył kardynał Ferreri, 19 marca d’Elci, 21 marca Marini, 23 marca Rohan, a 24 marca dotarł Firrao i wraz z nim na konklawe powrócił Belluga y Moncada. 25 marca przybył Lercari, 27 marca Cenci i de la Tour, a 28 marca Lanfredini, Kollonitsch i Mosco. Na koniec marca było zatem 48 kardynałów na konklawe. 3 kwietnia przybył Stampa, 19 kwietnia Sinzendorf i Valenti Gonzaga, a 20 kwietnia dotarł Cibo ustalając liczbę elektorów na w końcu kwietnia na 52. 8 maja dotarł kardynał Quirini, ale 10 maja ciężko chory Porzia opuścił konklawe na stałe i zmarł w swej rzymskiej rezydencji w dniu 10 czerwca 1740. 24 czerwca na konklawe zmarł kardynał Cenci. W decydującym głosowaniu brało zatem udział 51 kardynałów.
Już pierwsze głosowania pokazały, że obydwa ugrupowania dysponują dostateczną siłą, by blokować nawzajem kandydatów strony przeciwnej. W tej sytuacji w drugim tygodniu konklawe Corsini wysunął kandydaturę kardynała Riviery, należącego do jego partii dalekiego kuzyna kamerlinga, ale oprotestowały ją wszystkie mocarstwa. Poważniejszą inicjatywą było wysunięcie na początku marca kandydatury Tommaso Ruffo przez kardynała Acquavivę. Poparcia udzielił mu początkowo nawet lider Austriaków Niccolò del Giudice, co rokowało tej kandydaturze jak najlepiej. Kilka tygodni później do Rzymu dotarły jednak cesarskie instrukcje z 19 marca, w których austriaccy kardynałowie zostali poinformowani, że rządy Austrii i Francji zadecydowały o odrzuceniu tej kandydatury. Z kolei wysunięta przez Corsiniego kandydatura Spinoli, została oprotestowana przez Acquavivę i – wbrew nadziejom Corsiniego – nie uzyskała poparcia Albaniego, mimo że Spinola przed nominacją kardynalską był jego audytorem. Trwające aż do końca kwietnia wysiłki Corsiniego, by przekonać Acquavivę do zmiany zdania, nie przyniosły żadnych rezultatów1.
W międzyczasie, w dniu 25 lutego schorowany dziekan Świętego Kolegium Ottoboni opuścił konklawe i kilka dni później zmarł. Jego obowiązki przejął wówczas subdziekan Tommaso Ruffo. 13 marca zmarł kolejny kardynał, Giovanni Battista Altieri.
Marzec i kwiecień niemal w całości upłynął na oczekiwaniu na zagranicznych kardynałów i instrukcje dworów oraz bezowocnych próbach osiągnięcia jakiegoś kompromisu. Głosowania odbywały się rutynowo, bez żadnych poważniejszych kandydatur. Pod koniec marca do Rzymu dotarli francuscy kardynałowie Rohan i de la Tour, austriacki kardynał Kollonitsch oraz cesarski ambasador nadzwyczajny Scipione di Santa Croce, któremu 23 marca Święte Kolegium udzieliło audiencji. Dopiero 19 kwietnia przybył kardynał Sinzendorf. Obchody Wielkiego Tygodnia i Wielkanocy, która przypadała 17 kwietnia, faktycznie zawiesiły obrady na blisko dwa tygodnie.
Na początku kwietnia o mało nie doszło do przypadkowego wyboru na papieża kardynała Leandro di Porzia. W jednym z głosowań otrzymał on aż trzydzieści głosów, co oznaczało, że zabrakło mu tylko jednego do zwycięstwa. Jego wyboru nie życzył sobie jednak żaden z liderów konklawe. Niedoszły elekt niedługo potem rozchorował się, 10 maja opuścił konklawe i zmarł miesiąc później w swoim pałacu.
W maju i czerwcu w dalszym ciągu trwały bezowocne spory. Albani proponował kardynała Vincenzo Gottiego, ale odrzucili go Francuzi. Corsini jako kontrkandydata zaproponował Rainiero d’Elci, ale ten kandydat też nie uzyskał większości. 24 czerwca zmarł na konklawe kardynał Cenci, którego również rozważano jako kandydata. 25 czerwca wydawało się, że osiągnięto porozumienie i że papieżem zostanie kardynał Firrao, którego zaproponowali kardynałowie Acquaviva i Lambertini, a poparł kamerling Albani. Kandydaturze tej sprzeciwiła się jednak Austria, wobec czego Francuzi również odmówili mu poparcia.
Na początku lipca nieoczekiwanie trzy główne mocarstwa katolickie (Francja, Austria i Hiszpania) zawarły porozumienie między sobą i z kardynałem Corsinim co do wyboru 72-letniego kardynała Aldrovandiego. Jego wybór wydawał się niemal pewny, nawet część starszych kardynałów go poparła jednak zdecydowanie przeciwny tej kandydaturze był Annibale Albani. Kamerling, który był osobistym wrogiem Aldrovandiego, zdołał uzbierać wystarczającą liczbę głosów do blokowania elekcji, w tym przeciągnął na swą stronę kilku kardynałów z partii Corsiniego. Przez blisko 40 dni trwał impas: Aldrovandi regularnie otrzymywał 31 głosów (o trzy mniej niż wymagane 2/3), a pozostałe 20 oddawano głównie na 82-letniego Pier Marcellino Corradini, który z racji wieku i stanu zdrowia, a także opozycji ze strony Hiszpanii nie mógł być uważany za poważnego kandydata, lub na kardynała Giacomo Lanfrediniego z Florencji.
Impas został przełamany dopiero w połowie sierpnia, gdy kardynałowie Cibo i Acquaviva zaproponowali 65-letniego arcybiskupa Bolonii Prospero Lambertiniego, który, choć od czasu do czasu otrzymywał niewielką liczbę głosów, nie był dotąd na serio brany pod uwagę. Trzy mocarstwa oraz Albani poparli Lambertiniego; Corsini początkowo się wahał, ale wobec przychylnych Lambertiniemu nastrojów we własnej partii jego opór trwał krótko. W głosowaniu 16 sierpnia Lambertini nie otrzymał wprawdzie ani jednego głosu i jego wyniki na pozór nie zapowiadały żadnego przełomu, ale w rzeczywistości już tego dnia ustalono, że zostanie on papieżem.

## Wybór Benedykta XIV
17 sierpnia 1740, po blisko 6 miesiącach obrad, Prospero Lambertini został wybrany na papieża, otrzymując 50 głosów na 51; tylko on sam zagłosował na Aldrovandiego, choć zgodnie z obyczajem elekt powinien oddać swój głos na dziekana Kolegium Kardynalskiego (w tym przypadku na subdziekana Ruffo). Lambertini przyjął wybór, obierając imię Benedykta XIV, dla upamiętnienia Benedykta XIII, który dał mu purpurę kardynalską. Zastępujący ciężko chorego protodiakona Lorenzo Altieri kardynał Carlo Maria Marini wygłosił do Rzymian formułę Habemus Papam, a 21 sierpnia uroczyście koronował nowego papieża.

## Uzupełniające źródła internetowe
- cardinals.fiu.edu
- www.saint-mike.org
- Sede Vacante 1740